# Paz cartaginesa
Una paz cartaginesa es la imposición de una paz brutal y humillante a un enemigo que ha sido derrotado por otro en un conflicto bélico. La expresión deriva de la paz que impuso Roma a Cartago tras la derrota de la potencia norteafricana en la segunda guerra púnica (218–201 a. C.), por la cual perdió todas sus colonias, fue obligada a desmilitarizarse y a pagar un tributo constante a Roma, sin cuyo permiso no podría emprender ninguna guerra. Tras el final de la tercera guerra púnica (149–146 a. C.), los romanos arrasaron Cartago hasta los cimientos y esclavizaron a sus habitantes.

## Uso moderno
En tiempos recientes, el uso de esta expresión se ha extendido a cualquier acuerdo de paz con unos términos muy duros que estén claramente enfocados a acentuar y perpetuar la inferioridad del vencido. Así, tras la Primera Guerra Mundial (1914–1918) el economista británico John Maynard Keynes describió el Tratado de Versalles como una «paz cartaginesa». Asimismo, el Plan Morgenthau se podría definir como otra paz cartaginesa porque abogaba por la desindustrialización de Alemania tras la Segunda Guerra Mundial con la finalidad de minar su influencia en la región y prevenir una remilitarización del país, tal y como había sucedido tras “la Gran Guerra”. Este plan sería sustituido por el Plan Marshall, que pretendía revivir la economía de la Alemania Occidental como paso necesario para la recuperación de toda la economía europea. De esta manera, Alemania Occidental se acabó convirtiendo en un baluarte de importancia clave contra el bloque comunista.